# Daniel Melero
Mario Daniel Melero (Buenos Aires, 12 de enero de 1958), más conocido como Daniel Melero, es un reconocido y prolífico compositor, tecladista, teórico y productor argentino.
Melero fue distinguido como "Personalidad destacada de la Ciudad Autónoma de Buenos Aires en el ámbito de la Cultura” en 2013.  
Trascendió como líder y vocalista de la banda Los Encargados, formada en 1982, y considerada el primer grupo techno de Argentina. Se destacó como productor discográfico de numerosas bandas de diferentes corrientes artísticas, entre las que se incluyen Soda Stereo, Los Brujos, Todos Tus Muertos, Babasónicos, Victoria Mil, etc. En 1988 inició su exitosa carrera solista, experimentando con múltiples géneros y reinventándose en cada disco. 
También contribuyó como músico invitado en diversos trabajos de otros artistas. Ha sido convocado a disertar en conferencias y ha dictado talleres, abordando cuestiones artísticas. 
Colaboró en los teclados del disco Oktubre de la banda de rock argentina Patricio Rey y sus Redonditos de Ricota.

## Biografía
Nacido y criado en el barrio de Flores, en la ciudad de Buenos Aires. A los 12 años empezó a estudiar guitarra con una profesora del barrio y demostró su falta de habilidad para tocar el instrumento. Al poco tiempo abandonó las clases. 
Tuvo grupos en el colegio en donde hacía canciones propias. "Me resultaba mucho más fácil, yo soy autodidacta entonces muchas veces cuando compongo he tratado de imitar y el resultado me sale distinto y de alguna manera me parece interesante. Cuando vi a Pescado Rabioso tenía 15 años y tal vez ahí empezó, como oyente, mi carrera musical, soy una persona que escuchando música terminó haciéndola" señala Melero.
En 1976 comenzó a frecuentar el Teatro San Martín, donde tuvo encuentro con la música electroacústica. En ese momento decidió ser músico.
Su formación musical es autodidacta. Comenzó a incursionar en la música sin saber cómo tocar ningún instrumento e ignorando la técnica. Por tal motivo, él mismo se define como un "no-músico". Melero es zurdo.
Debutó en un show en vivo en el año 1980, en la banda "David Vincent" que integraba junto al guitarrista Ulises Butrón, tocando grabadores Revox, un sintetizador y manejando una consola. Posteriormente conoció a Richard Coleman a través de un aviso publicado en "El Expreso Imaginario" en el que buscaba músicos. Daniel Melero había montado un estudio en una vieja casona ubicada en Flores, que pertenecía a su padre, donde tenían lugar los ensayos. Por allí transitaron numerosos músicos, incluyendo a Ulises Butrón, Hugo Foigelman, Mario Siperman, Ricky Sáenz Paz, Gustavo Cerati y Richard Coleman.

### Los Encargados

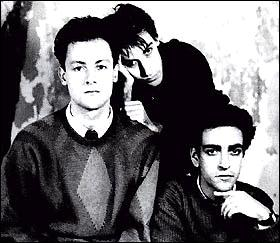
Daniel Melero (centro) en su época con Los Encargados.

En 1982 fundó Los Encargados (considerado el primer grupo techno del país) junto a Mario Siperman y Luis Bonatto, desempeñando el rol de vocalista y ejecutando varios instrumentos en el estudio. Ese mismo año la banda se presentó en el Festival "B.A. Rock", que tuvo lugar en el Club Obras Sanitarias. Desafortunadamente, fueron programados para tocar en la misma fecha que el grupo de heavy metal Riff. En ese mítico recital fueron abucheados por el público, que les arrojó varios kilos de fruta. No obstante, obtuvieron la aprobación de la crítica especializada.
En 1983, el tecladista Carlos Cutaia reclutó a Daniel Melero para grabar un disco techno-pop con influencias de Kraftwerk, Devo y Yellow Magic Orchestra, siendo Melero el vocalista. Dicho disco ("Carlos Cutaia Orquesta") recién se editó en 1985.
Ya en el año 1984, se modifica la formación de Los Encargados, y se incorporan Alejandro Fiori (bajo y guitarra) y Hugo Foigelman (teclados). También contaron con la colaboración de los músicos invitados Richard Coleman, Ulises Butrón y Willy Crook. Paralelamente, Daniel Melero se dedicó a la producción artística de otras bandas. La banda grabó dos discos para productoras independientes, que nunca llegaron a ser publicados. 
En 1986 el grupo publicó su primer LP Silencio por RCA, elegido como "mejor disco del año" en la encuesta del suplemento "Sí" del Diario Clarín. La canción "Trátame suavemente", compuesta por Melero y publicada en el susodicho álbum, había sido popularizada por la banda Soda Stereo, que incluyó un cover en su disco debut.

### Carrera solista: Década de 1990
Luego de la separación del grupo Los Encargados, en 1988, Melero realizó su primer disco solista titulado "Conga", también por RCA, que contó con la colaboración de músicos invitados como Gustavo Cerati, Andrés Calamaro, Flavio Etcheto y Cachorro López, entre otros. El sampling asume un rol protagónico en este disco, junto con los sintetizadores. Algunas canciones no se alejan del pop de fines de la década, mientras que otras abordan el terreno experimental, recogiendo influencias del ambient y la música industrial.
Su segunda incursión solista fue "Recolección vacía" (1990), una obra vanguardista del género ambient que contó con una edición limitada de tan sólo mil copias, lanzadas por el sello Catálogo Incierto. 
En 1991 edita su disco "Cámara" a través de la multinacional WEA, que continúa en la misma línea que "Conga", con un sonido pop e industrial y un abundante uso de samples.
En cuanto a su rol de productor, en 1990 Daniel participó activamente en la producción del exitoso álbum Canción animal de Soda Stereo, colaborando también como músico invitado y en la composición. Este se convertiría en el disco más célebre de la banda, y es actualmente considerado uno de los mejores discos del rock en español.Luego continúa su colaboración con la banda en Rex Mix (1991) y en Dynamo (1992). Este último álbum es el disco más experimental de Soda Stereo, que contiene una marcada influencia shoegazing y es considerado un álbum de culto. 
En 1992 realizó el álbum Colores santos integrando un dúo junto a su amigo Gustavo Cerati, que fue grabado en los Estudios Supersónico de Soda Stereo y nunca fue presentado en vivo. También grabaron el vídeo documental "Haciendo Colores santos", que capturaba el proceso de grabación del disco, para el programa de televisión "Rock&Roll". Mientras tanto, apadrinó a varias bandas de la denominada "Movida sónica" local, que revolucionaron el rock argentino, destacándose Babasónicos, Los Brujos y Juana La Loca.
Al año siguiente edita el disco ambient "Recolección vacía", que incluyó un booklet donde se registran meses de conversación entre Melero y el crítico de rock Pablo Schanton.
En el año 1994 lanza el disco "Travesti" por Random Records, con la participación de los integrantes de Babasónicos, trabajo basado en canciones acústicas, mientras que en 1995 aparece el disco "Operación escuchar", un álbum experimental compuesto por once tracks interpretados con un solo sonido de sintetizador cada uno.
En 1996 Melero publica el CD "Rocío", donde confluyen el easy listening y la bossa nova. Este disco fue lanzado de manera independiente y se vendieron cinco mil copias. Se reeditó en el año 2003 por Índice Virgen con una tapa diferente.

### Década del 2000

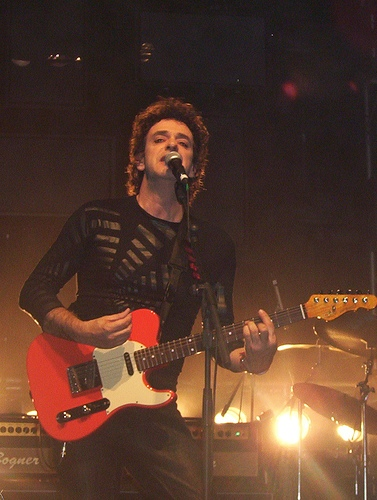
Gustavo Cerati era amigo cercano de Melero, con quien compartió varios proyectos.

Tres años después, en 1999, Daniel convoca al pianista Diego Vainer para grabar un disco simplemente titulado "Piano", donde reinterpreta varias de sus canciones anteriores, esta vez -como sugiere el título- sólo con piano y voz.
En el año 2000 Melero da a conocer "Tecno", que fue grabado íntegramente utilizando su computadora Mac y construido a partir de sonidos virtuales extraídos de internet, utilizando el popular software ReBirth. Entre las canciones se destaca "Expreso Moreno", la versión criolla de "Trans-Europe Express" (Kraftwerk) y "Primitivo", que fue utilizada cuando Melero participó de un sketch cómico en el programa Todo por dos pesos.
Al año siguiente edita el disco "Vaquero", con la colaboración del guitarrista Miguel Botafogo Vilanova y otros músicos, volcándose al género rock, y tomando influencias de la música country.
En 2003 lanza "M", un disco de remixes que había sido editado con anterioridad sólo en Chile como "1". "M" repasa distintos momentos de la carrera de Melero e incluye una reversión del clásico "Sangre en el volcán" de Los Encargados y un track nuevo titulado "Déjate querer". Este disco cuenta con remixes de Leandro Fresco, Diego Vainer, Trineo y del propio Melero.
En 2004 se edita un box set de cinco CDs titulado "Después" por el sello Popart, un álbum donde se mezclan el pop, la electrónica ambient y el dub jamaiquino, con bases melódicas en atmósferas densas. Este trabajo también apareció como disco sencillo. Ese mismo año Melero presenta "Acuanauta", una obra audiovisual de música ambient disponible sólo como descarga gratuita desde internet. Originalmente, se publicó en el sitio web de la marca de cigarrillos "Kent" para su descarga. "Acuanauta" consta de una innovadora interfaz gráfica en formato flash, acompañada de música, video e imágenes submarinas, inspirada en el concepto de la navegación por internet.
En el año 2009 grabó y publicó el disco "X" (Por), producido por miembros de Babasónicos y con la asistencia de la banda como grupo de apoyo. A fines del año 2011 Melero lanza el disco "Supernatural", grabado en solamente tres días junto a su banda estable integrada por Tomás Barry (guitarra), Félix Cristiani (bajo) y Silvina Costa (batería). En tanto Melero preparó una caja recopilatoria con cuatro de sus álbumes completos: "Cámara", "Rocío", "Piano" y "Tecno", el box set fue lanzado en 2012, por decisión de Melero, el material no fue remasterizado. Cada álbum incluido en la caja contó con una canción extra, no disponible en las ediciones originales. En el año 2022 el sello Fuxia Art edita el álbum "Última Thule" en formato de NFT y edición limitada y numerada en vinilo a través del marketplace Qurable. En el lanzamiento son incluidos los sonidos de los temas "Flor de loto" y "Eclosiones" para que el público pueda participar remixando su música. En el año 2023 el mismo sello edita los remixes de "Eclosiones" y "Flor De Loto" donde participan artistas electrónicos argentinos como Franco Cinelli, Mariano Marcial, Kermesse y Dilo (Elephant Pixel).

## Discografía

### Con Los Encargados
- Silencio, LP (1986)
- Orbitando / Lineas, simple (1986)
- La Balsa / Creo que estamos bailando, simple (1986)

### Como Solista
Álbumes
- Conga (1988)
- El deleite fatal, banda sonora de la obra de teatro homónima (1988)
- Colección vacía, edición limitada (1990)
- Cámara (1991)
- Recolección vacía (1993)
- Travesti (1994)
- Operación escuchar (1995)
- Rocío (1996)
- Piano (1999)
- 1, reeditado como M (1999)
- Tecno (2000)
- Vaquero (2001)
- Después (2004)
- Acuanauta (Interfaz) (2004)
- X (2009)
- Supernatural (2011)
- Disritmia (2013)
- Disco (2014)
- Piano Vol 2 (2015)
- Atlas (2016)
- Cristales de Tiempo (2017)
- Travesti (vive) (2021)
- Qualia 1 - Ultima Thule (2022)
- Qualia 2 - Micrografía (2023)
- Flor De Loto Remixes (2023)
- Eclosiones Remixes (2023)
- Ultracromático (2024)

Compilados
- Completo (2000)
- Cuadro (2012), box set que incluye Cámara, Rocío, Piano y Tecno

### Con La Algodonera
- La Algodonera (1988) (Casete con Flavio Etcheto, Hernán Reyna y Ricky Sáenz Paz)

### A Dúo con Gustavo Cerati
- Vuelta por el universo (simple) (1992)
- Colores santos (1992)
- Colores santos remixes (1993)
- Vuelta por el universo (EP remixes) (1994)

### A Dúo con Carlos Cutaia
- Cutaia - Melero (2014)

### A Dúo con Gillespi
- Desayuno en Ganímedes (2015)

### A Dúo con UN
- Simples (2018)

### A Dúo con Diego Tuñón
- La ruta del opio (2020)

### Como músico invitado
- Soda Stereo (1984) (con Soda Stereo)
- Carlos Cutaia Orquesta (1985) (con Carlos Cutaia)
- Oktubre (1986) (con Patricio Rey y sus Redonditos de Ricota)
- Mentirse y Creerse (1987) (con Sobrecarga)
- Canción Animal (1990) (con Soda Stereo)
- Autoejecución (1991) (con Juana La Loca)
- Fin de semana salvaje (1991) (con Los Brujos)
- Dynamo (1992) (con Soda Stereo)
- Pasto (1992) (con Babasónicos)
- Electronauta (1993) (con Juana La Loca)
- San Cipriano (1993) (con Los Brujos)
- Miss Universo (1994) (con Carca)
- Guerra de nervios (1995) (con Los Brujos)